# خژوویتسه
خژوویتسه (به لهستانی:  Chrzowice) یک روستا در لهستان است که در گمینا پروشکوو واقع شده‌است.